# امین‌آباد (آق‌قلا)
امین‌آباد، روستایی است از توابع بخش وشمگیر شهرستان آق‌قلا در استان گلستان ایران.

## جمعیت
این روستا در دهستان مزرعه شمالی قرار دارد و براساس سرشماری مرکز آمار ایران در سال ۱۳۸۵، جمعیت آن ۱٬۳۲۹ نفر (۲۸۴خانوار) بوده‌است.